# Église réformée Saint-Symphorien
L'église réformée Saint-Symphorien est un temple protestant situé dans la commune de Saint-Saphorin, en Suisse. La paroisse est membre de l'Église évangélique réformée du canton de Vaud.

## Histoire
La première église catholique dans cette région de Lavaux est fondée par l'évêque Marius d'Avenches autour de 590 et dédiée à Symphorien d'Autun, tout comme celle d'Avenches. Progressivement, l'église va donner son nom au village qui l'entoure et qui, jusqu'alors, était appelé Glerula (Glérolles en latin).
Entre le XIIe siècle et l'invasion bernoise de 1536, le village et l'église appartiennent aux évêques de Lausanne dont le dernier représentant, Sébastien de Montfalcon, est représenté à genoux devant la Vierge Marie sur le vitrail principal de l'église. Après 1536 et l'introduction de la Réforme, l'église passe au culte protestant. Saint-Saphorin est alors le centre d'une paroisse qui regroupe Rivaz, Chexbres, et Puidoux jusqu'en 1734 où Chexbres et Puidoux forment une paroisse indépendante ; cette situation perdurera jusqu'en 2000 où l'ancienne paroisse est reformée sous son ancien nom de paroisse de St-Saphorin.

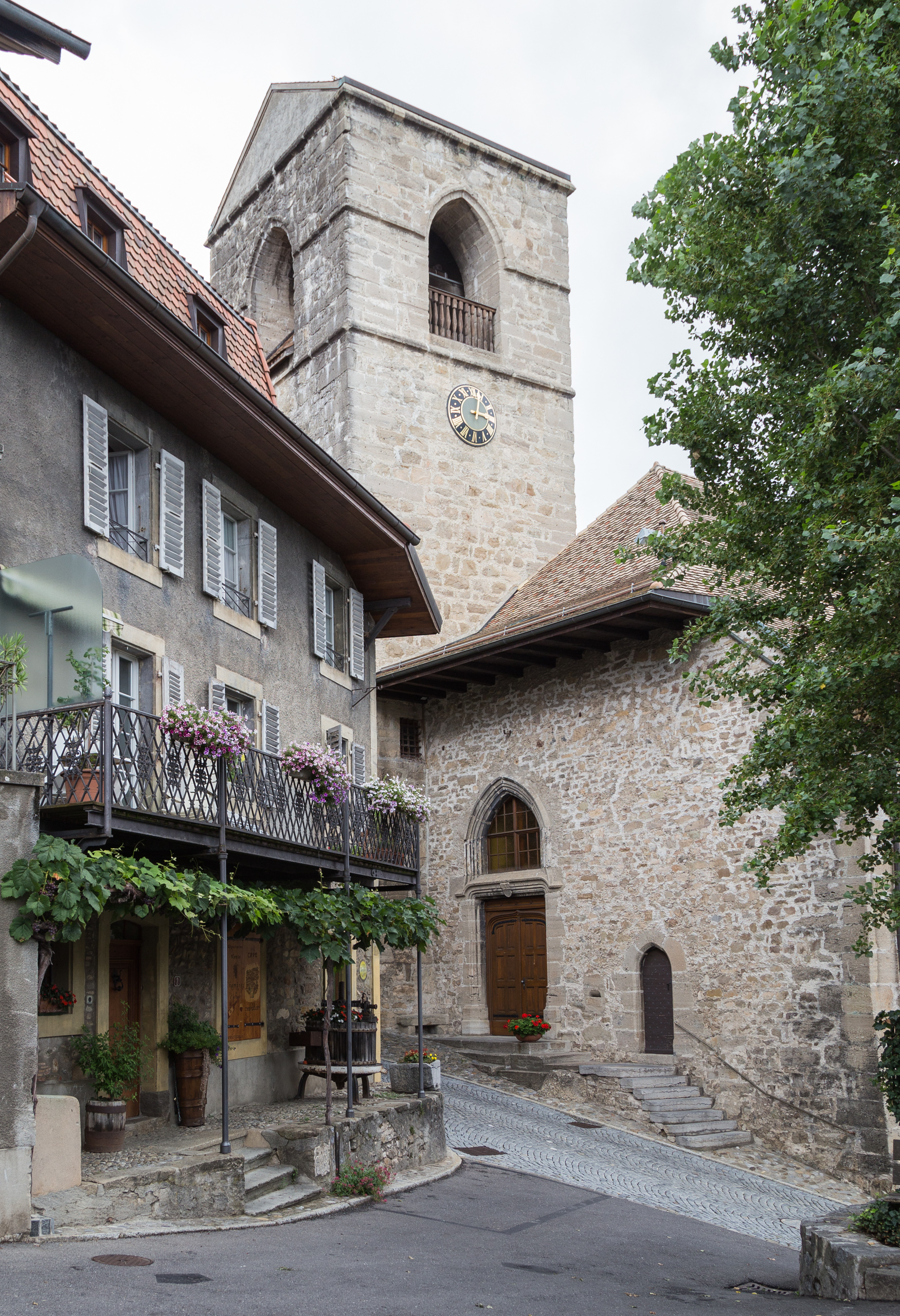

Le bâtiment est inscrit comme bien culturel suisse d'importance nationale, tout comme les ruines de la villa gallo-romaine qui se trouve dans son sous-sol et qui se dressait sur les lieux jusqu'au raz-de-marée produit par l'effondrement du mont Tauredunum en 563.